# 克蘭伯里鎮區 (北卡羅萊納州亞利加尼縣)
克蘭伯里鎮區（英語：Cranberry Township）是位於美國北卡羅萊納州亞利加尼縣的一個鎮區。

## 地方資料
克蘭伯里鎮區的面積為62.41平方千米，皆為陸地。根據2020年美國人口普查的數據，當地共有人口375人，而人口密度為每平方千米6.01人。